# Hörre-Zone

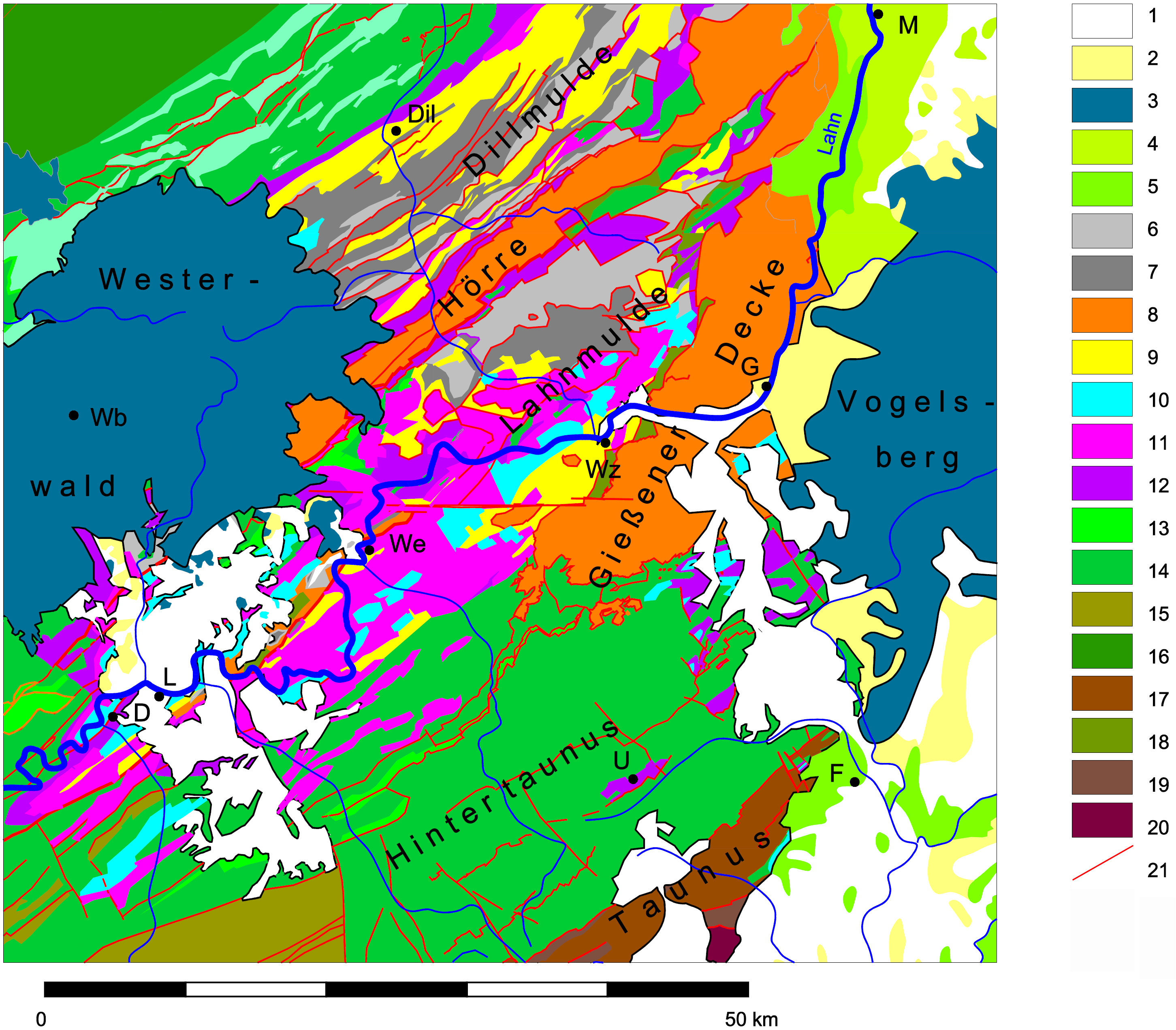
Die Hörre in der geologischen Karte des südöstlichen Rheinischen Schiefergebirges

Die Hörre-Zone ist eine geologische Einheit im östlichen Rheinischen Schiefergebirge und gleichzeitig in Mittelhessen, die nach dem Höhenzug Hörre im Gladenbacher Bergland benannt ist, unterhalb dessen ihr Zentrum liegt. Sie zieht sich vom Süden des Hohen Westerwaldes nach Nordosten bis zum Wollenberg, wo sie auf die Wetschaft-Senke und auf die geologische Frankenberger Bucht trifft. Die Hörre-Zone wird in einen nördlich vorgelagerten Streifen von oft klippenbildenden Quarziten begleitet, der im weiteren Sinne ebenfalls zur Hörre-Zone gezählt wird.

## Überblick
Geologisch stellt die Hörre-Zone den südwestlichsten Ausläufer der nur wenige Kilometer breiten Hörre-Gommern-Zone dar, die sich von der Hörre ausgehend nach Nordosten über Kellerwald und Harz etwa 300 km bis in den Raum Magdeburg erstreckt. Ähnliche Gesteine wie in der Hörre kommen auch in den anderen Teilen der Hörre-Gommern-Zone vor und unterscheiden sich ebenfalls stark von den sie umgebenden Gesteinen.
Die Besonderheit der Hörre-Zone liegt in einer von den nördlich und südlich angrenzenden und gleich alten geologischen Einheiten stark abweichenden Schichtenfolge. Sie ist deshalb schon seit der ersten Hälfte des 19. Jahrhunderts Gegenstand der geologischen Forschung gewesen.

## Lage
Das Kerngebiet der Hörre-Zone liegt unmittelbar unterhalb des Höhenschwerpunktes der Hörre im Lahn-Dill-Kreis. Von dort aus tritt sie nach Nordosten über die Aar und verläuft zunächst bis zur unteren Siegbach-Schleife zwischen Siegbach-Übernthal und Bischoffen, von wo aus der Westen der Zollbuche in nordöstliche Richtungen nach Weidenhausen unterquert wird. Sie verschmälert sich für einen kurzen, nach Osten gerichteten Abschnitt, um, weiter in nordöstliche Richtungen, über Gladenbach und dessen östliche Ortsteile schließlich die östlichen Damshäuser Kuppen zu erreichen und unterqueren, bis die Hörre-Zone nach der Unterquerung der Lahn zwischen Caldern und Sterzhausen an den Flanken des Wollenbergs auf die Frankenberger Bucht stößt, wo sie von den Randstörungen des Schiefergebirges abgeschnitten wird. Östlich der Damshäuser Kuppen und südlich des Wollenbergs liegen auf dem Nordosten der Hörre-Zone auch das Zentrum und der Norden der Elnhausen-Michelbacher Senke nebst östlicher Nahtstelle zum Marburger Rücken mit den Marburger Ortsteilen Elnhausen, Dagobertshausen, Wehrshausen und Michelbach.
Südwestlich ihres Kerngebietes tritt die Hörre-Zone über die Dill in den Dillwesterwald und reicht zunächst bis zum Tal des Ulmbachs zwischen Beilstein und Holzhausen (beide Gemeinde Greifenstein) im Oberwesterwald, wo die Gesteine der Hörre-Zone durch den Basalt des Hohen Westerwaldes unterbrochen werden. Indes reicht ein inselartiger Fernausläufer der Hörre-Zone noch weiter südwestlich bis Mengerskirchen-Probbach im Landkreis Limburg-Weilburg.
Ebenfalls vollkommen getrennt vom mehr oder weniger geschlossenen Verbreitungsgebiet der Hörre-Gesteine ist ein Aufschluss von Quarzit an der Lahn in der Nähe von Dietkirchen. Die Zugehörigkeit zur Hörre wurde erst 1997 nachgewiesen.

### Grenzverlauf
Die Hörre-Zone unterquert, von Südwesten nach Nordosten gesehen, folgende Naturräume:
- Oberwesterwald
  - Oberwesterwälder Kuppenland (nur inselartiger Ausläufer der Hörre-Zone)
  - Dillwesterwald
- Gladenbacher Bergland
  - Hörre
  - Zollbuche
  - Salzbödetal
  - Elnhausen-Michelbacher Senke
  - Damshäuser Kuppen
  - Oberes Lahntal

Im äußersten Nordosten wird überdies der Ostrand des Marburger Rückens gestreift und der Wollenberg erreicht sowie an dessen Rändern die Wetschaft-Senke berührt, die jeweils den naturräumlichen Westerwald verlassen.
Die folgende Ortsliste soll vor allem Aufschluss über den exakteren Grenzverlauf der Hörre-Zone geben – für die Orte selber ist die geologische Einordnung nur mittelbar von Bedeutung.
Im Folgenden werden die auf der Hörre-Zone gelegenen Gemeinden, von Südwesten nach Nordosten geordnet, aufgelistet. Die Orte beschreiben den Verlauf dieser nur wenige Kilometer breiten Zone, der ohne Spezialkarten kaum einzugrenzen ist. Hinter dem Gemeindenamen steht in Klammern je eine Beschreibung der Lage der betroffenen Gemeindegebiete relativ zur Gemeindegemarkung, während hinter den Ortsteilen dann gegebenenfalls in Klammern eine Beschreibung der Lage des Ortsteils relativ zur Hörre-Zone folgt, sofern eine Randlage vorliegt. Unter „Exklave“ ist im Folgenden der durch den Basalt des Westerwaldes vom Rest der Hörre-Zone abgetrennte Südwestteil gemeint.
- Landkreis Limburg-Weilburg
  - Mengerskirchen – nur Exklave (äußerster Osten der Gemarkung)
    - Gebiet zwischen Winkels (Nordwestrand) und Probbach bzw. Dillhausen (je Südostrand)

  - Löhnberg – nur Exklave (äußerster Norden)
    - Obershausen (inc. Johannisburg)

  - Greifenstein – Exklave (westlicher Süden), Südwesten der Kern-Hörre (zentral bis zum Nordosten)
    - Nenderoth in der Exklave
    - Rodenroth (Südwestende), Beilstein (Nordwestrand), Holzhausen (Südostrand), Elgershausen, Greifenstein (Nordwestrand)

  - Sinn (Osten der Gemarkung)
    - Edingen und Sinn (je Nordwestrand)

  - Ehringshausen (nur Randgebiete im Nordwesten)
    - Dreisbach (Südostrand)

  - Mittenaar (Südosthälfte)
    - Ballersbach und Bicken (je Nordostrand) sowie Offenbach

  - Hohenahr (äußerster Nordosten)
    - Altenkirchen (Südostrand) sowie Ahrd

  - Siegbach (nur minimale Anteile im östlichen Süden)
  - Bischoffen (Westhälfte)
    - Bischoffen, Niederweidbach (Südostrand) und Oberweidbach
- Landkreis Marburg-Biedenkopf
  - Bad Endbach (nur der äußerste Südosten der Gemarkung)
  - Gladenbach (äußerster Südwesten sowie Osten der Gemarkung)
    - Weidenhausen und Erdhausen (je Nordostrand), Gladenbach, Mornshausen, Rüchenbach, Friebertshausen (Südostrand), Frohnhausen, Sinkershausen, Weitershausen

  - Dautphetal (nur Randbereiche im südlichen Osten)
  - Weimar
    - Nesselbrunn und Weiershausen

  - Marburg (nördlicherer Westen)
    - Hermershausen (Südostrand), Dilschhausen, Elnhausen, Wehrshausen (Südostrand), Dagobertshausen und Michelbach (Südostrand)

  - Lahntal (zentraler Teil der Gemeindegemarkung)
    - Caldern (Nordwestrand), Sterzhausen (Südostrand)

  - Wetter (nur Randbereiche im äußersten Süden)

## Erforschungsgeschichte
Schon früh wurde die Ähnlichkeit der Hörre-Gesteine mit denen des Kellerwaldes und des Harzes erkannt. So verglich G. Württemberger 1865 die Gesteine von Hörre und Harz mit seinem Arbeitsgebiet im Kellerwald und hob ihre Ähnlichkeit hervor. Die weitere Forschungsarbeit fand vor allem im Harz statt, wo die Gesteine 1877 in das Unterkarbon gestellt wurden. Diese Einstufung wurde 1889 von August Denckmann in Frage gestellt, er stufte wegen des Vorkommens von Schichten des Silurs zusammen mit diesen Gesteinen die ganze Folge in das Silur ein. Aufgrund seines Einflusses als königlich-preussischer Landesgeologe setzte sich diese Auffassung bis in die 1920er Jahre durch, bis aufgrund der Bestimmung von Pflanzenfossilien die Einstufung in das Karbon nicht mehr anzuzweifeln war. Auch die Hörre-Zone wurde von den Bearbeitern dieser Zeit – so etwa von Johannes Ahlburg, der die ersten geologischen Kartierarbeiten in der Lahnmulde durchführte, oder Wilhelm Kegel, dem Bearbeiter der Geologie der Dillmulde, in das Silur gestellt und als langgestreckter Sattel angesehen.

## Gesteine der Hörre-Zone
Die Sedimente der Hörre-Zone des Oberdevon und Unterkarbon weichen deutlich von denen der benachbarten Lahn- (südöstlich) und Dillmulde (nordwestlich) ab.
Zentral über den Kamm der Hörre in Richtung Nordosten geht ein Streifen aus Kieselkalkstein, Kieselschiefern und Schwarzschiefer, der nach Südosten, in geringerem Umfange auch nach Nordwesten, von einem Streifen aus Tonschiefer, Sandstein, Grauwacke, Quarziten und Kalksteinen flankiert wird.
Den Höhenzug der Zollbuche quert die Hörre-Zone vor allem mit Tonschiefern, Grauwacken, Konglomeraten und Kalkstein, die östlichen Damshäuser Kuppen dagegen mit einem deutlich höherem Anteil an Kieselschiefern und etwas geringerem an Konglomeraten.
Die Ausläufer südwestlich der Dill ähneln geologisch denen der Kernzone, jedoch ist der mittige Bereich dort im Vergleich zur Flankierung deutlich schmaler.